# ژان یان
ژان یان (فرانسوی: Jean Yanne‎؛ ۱۸ ژوئیهٔ ۱۹۳۳ – ۲۳ مهٔ ۲۰۰۳) یک هنرپیشه اهل فرانسه بود.
از فیلم‌ها یا برنامه‌های تلویزیونی که وی در آن نقش داشته است می‌توان به هند و چین، سوارکار روی بام، تعطیلات آخر هفته، مادام بوواری، پیر بومارشه، گرگ پشت در، پیروزی اشاره کرد. وی در سال ۱۹۷۲ برنده جایزه بهترین بازیگر مرد جشنواره فیلم کن شده است. او در ۱۹۹۸ در فیلم (فرانسوی: Le Radeau de La Méduse‎) به کارگردانی ایرج عظیمی نیز ایفای نقش کرده است.